# NGC 5812
NGC 5812 (другие обозначения — MCG -1-38-16, UGCA 398, PGC 53630) — эллиптическая галактика (E) в созвездии Весы.
Этот объект входит в число перечисленных в оригинальной редакции «Нового общего каталога».